# Parc national des Border Ranges
Le parc national des Border Ranges est un parc national situé au nord de la Nouvelle-Galles du Sud en Australie à 636 km au nord de Sydney avec une petite portion située dans le Queensland. Avec un certain nombre d'autres parcs de la région, il fait partie des forêts humides Gondwana de l'Australie inscrites sur la liste du patrimoine mondial de l'UNESCO.
La région des Border Ranges (chaines frontière) qui comprend la chaîne McPherson, la chaîne Tweed, le plateau Lamington et le plateau Levers, a été formée par l'érosion du volcan Tweed. Un certain nombre de necks restent dans le parc. Célèbre pour ses vastes peuplements de Nothofagus moorei, le parc offre un circuit de 64 kilomètres de route gravillonnée à travers des forêts humides sous-tropicales, chaudes et tempérées. La région a subi d'importantes modifications au cours du XXe siècle, fournissant du bois à un certain nombre de scieries à proximité. La Lions Road et le Sydney-Brisbane rail corridor passent par le parc dans sa partie médiane étroite.

## Flore et faune
Les parcs nationaux des Border Ranges et Lamington sont connus comme des points essentiels de la biodiversité, contenant un mélange de flore des régions du Nord et du Sud (chevauchement McPherson Macleay) avec un certain nombre d'espèces endémiques, d'espèces rares et menacées. La faune est aussi très diversifiée et des espèces comme la souris de la rivière Hastings, ont été retrouvées dans le parc ces dernières années.
Les zones les plus basses du parc contiennent des forêts d'eucalyptus qui fournissent un habitat pour les kangourous gris, wallabies à cou rouge et les koalas. On y trouve aussi des Thylogales et des Potorous ainsi qu'un large éventail d'oiseaux, comme le très rare Ménure d'Albert.

## Équipements
Le parc a deux terrains de camping (voiture/camping-car et tente de camping uniquement) et de nombreuses zones de pique-nique certaines avec abris. Des points d'eau et toilettes sont disponibles à divers endroits dans la forêt adjacente à la route. Une aire de pique-nique à Blackbutts Lookout offre de splendides vues panoramiques sur le mont Warning et la vallée de la Tweed, une caldeira d'érosion qui, tout en ayant été brisée par la mer sur son flanc oriental, est considérée de plus grande taille que le cratère du Ngorongoro en Tanzanie.

## Galerie panoramique

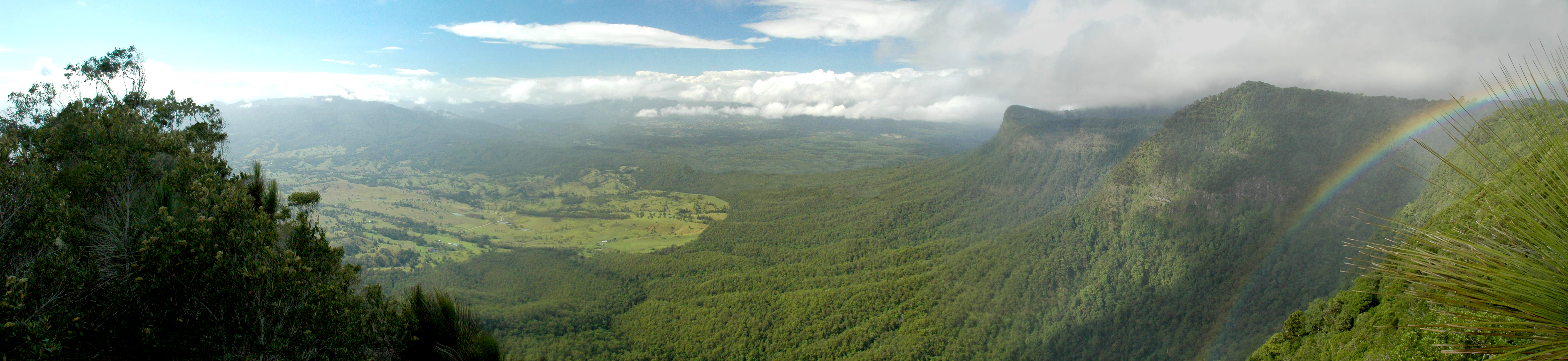
Vue sur la vallée de la Tweed à partir d'un point d'observation dans le parc national des Border Ranges.